# Thomas Rickman

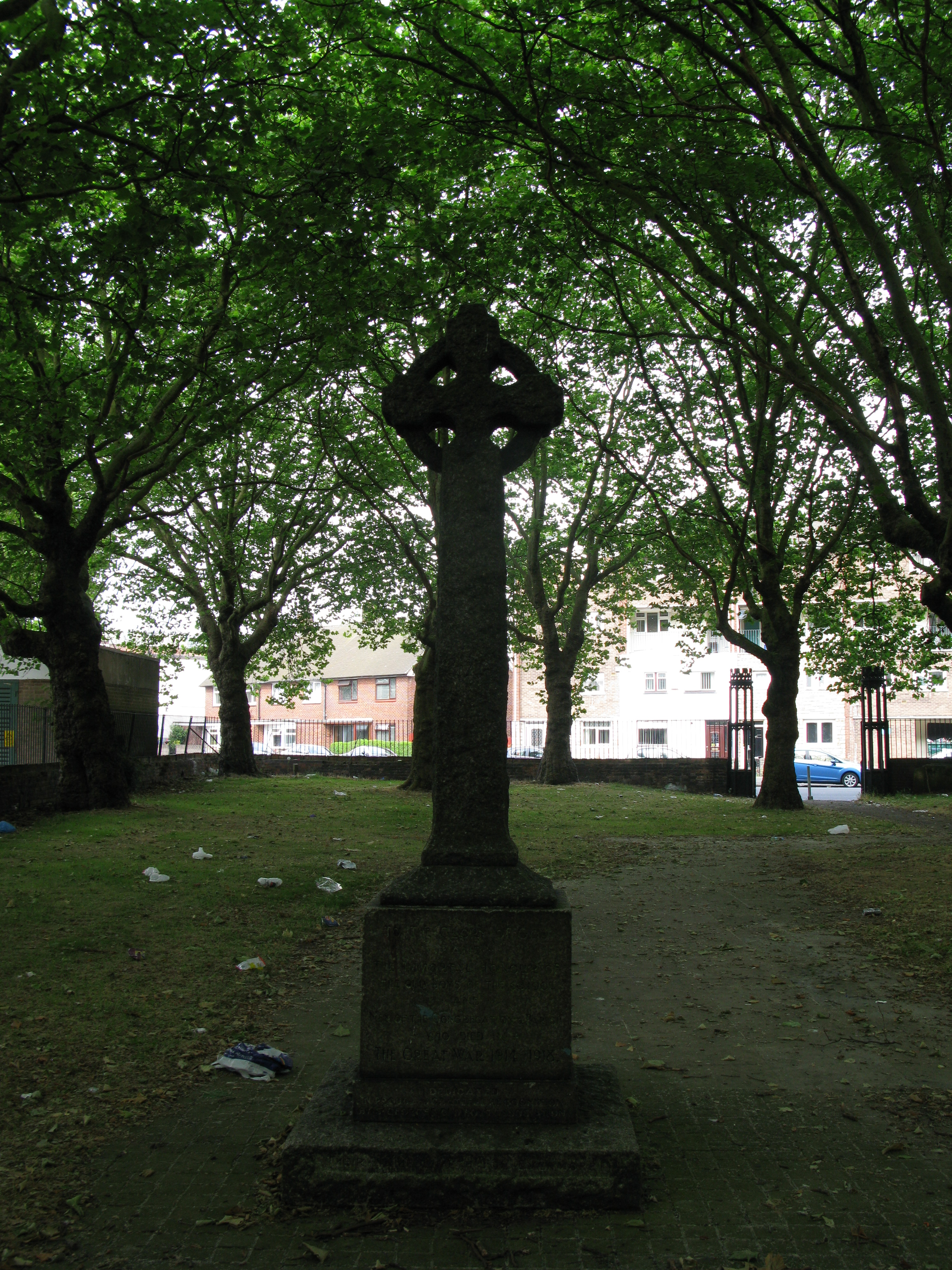
Pomnik wojenny w pobliżu grobowca Thomasa Rickmana.

Thomas Rickman (ur. 8 czerwca 1776 w Maidenhead, zm. 4 stycznia 1841 w Birmingham) – angielski architekt, autor wielu publikacji dotyczących angielskiego gotyku. 

## Życiorys
Sklasyfikował i opisał cechy charakterystyczne dla poszczególnych okresów architektonicznych średniowiecznej Anglii. Zafascynowany architekturą sakralną Anglii, stworzył takie pojęcia jak: Early English (wczesny gotyk), Decorated Style (dojrzały gotyk) i Perpendicular Style (późny gotyk). 
Zaprojektował kilka budynków użyteczności publicznej i obiektów sakralnych, w tym kościoły w: Hampton Lucy, Ombersley i Stretton-on-Dunsmore, kościół Świętego Grzegorza w Birmingham, kościół Świętego Filipa, kościół Świętej Marii Panny i Świętego Mateusza w Bristolu, dwa kościoły w Carlisle, kościół Świętego Piotra i Świętego Pawła w Preston, kościół Świętego Dawida w Glasgow i wiele innych, Nowy Dziedziniec (ang. New Court) St John’s College w Cambridge, pałac biskupa Carlisle oraz kilka budynków mieszkalnych w Anglii.
Został pochowany w kościele Świętego Grzegorza, który osobiście zaprojektował. Miał trzy żony: Lucy Rickman z Lewes, Christianę Hornor oraz Elizabeth Miller z Edynburga, z którą miał syna i córkę.